# Митрофан (архиепископ Рязанский)
Архиепископ Митрофан (ум. 1598) — епископ Русской православной церкви, архиепископ Рязанский и Муромский.

## Биография
Предполагают, что до епископства Митрофан был архимандритом Троице-Сергиева монастыря.
В 1584 году хиротонисан во епископа Рязанского и Муромского митрополитом Дионисием.
В январе 1589 года он присутствует на Соборе при постановке митрополита Иова в сан Патриарха Московского и всея Руси.
В мае 1589 года возведён в сан архиепископа, после чего Рязанская кафедра становится архиепископией.
В Рязани он начинает перестраивать обветшавший Успенский (Христорождественский) кафедральный собор. Скончался в начале 1598 года.
Скончался в июне 1598 года.